# Chagey
Chagey és un municipi francès situat al departament de l'Alt Saona i a la regió de Borgonya - Franc Comtat. L'any 2007 tenia 673 habitants.

## Demografia

### Població
El 2007 la població de fet de Chagey era de 673 persones. Hi havia 268 famílies, de les quals 64 eren unipersonals (28 homes vivint sols i 36 dones vivint soles), 96 parelles sense fills, 92 parelles amb fills i 16 famílies monoparentals amb fills.
La població ha evolucionat segons el següent gràfic:
Habitants censats

### Habitatges
El 2007 hi havia 292 habitatges, 274 eren l'habitatge principal de la família, 8 eren segones residències i 9 estaven desocupats. 265 eren cases i 25 eren apartaments. Dels 274 habitatges principals, 238 estaven ocupats pels seus propietaris, 31 estaven llogats i ocupats pels llogaters i 5 estaven cedits a títol gratuït; 2 tenien una cambra, 10 en tenien dues, 24 en tenien tres, 73 en tenien quatre i 166 en tenien cinc o més. 235 habitatges disposaven pel capbaix d'una plaça de pàrquing. A 91 habitatges hi havia un automòbil i a 161 n'hi havia dos o més.

## Economia
El 2007 la població en edat de treballar era de 443 persones, 319 eren actives i 124 eren inactives. De les 319 persones actives 294 estaven ocupades (163 homes i 131 dones) i 26 estaven aturades (10 homes i 16 dones). De les 124 persones inactives 54 estaven jubilades, 37 estaven estudiant i 33 estaven classificades com a «altres inactius».

### Ingressos
El 2009 a Chagey hi havia 273 unitats fiscals que integraven 668,5 persones, la mediana anual d'ingressos fiscals per persona era de 19.580 €.

### Activitats econòmiques
Dels 11 establiments que hi havia el 2007, 1 era d'una empresa alimentària, 1 d'una empresa de fabricació d'altres productes industrials, 2 d'empreses de construcció, 2 d'empreses de comerç i reparació d'automòbils, 1 d'una empresa de transport, 2 d'empreses d'informació i comunicació, 1 d'una empresa de serveis i 1 d'una empresa classificada com a «altres activitats de serveis».
Dels 3 establiments de servei als particulars que hi havia el 2009, 1 era un taller de reparació d'automòbils i de material agrícola, 1 fusteria i 1 empresa de construcció.
L'únic establiment comercial que hi havia el 2009 era una fleca.
L'any 2000 a Chagey hi havia 4 explotacions agrícoles.

## Equipaments sanitaris i escolars
El 2009 hi havia una escola elemental.

## Poblacions més properes
El següent diagrama mostra les poblacions més properes.